# Id Tech 6
id Tech 6 - це мультиплатформенний ігровий рушій, розроблений id Software. Він є наступником id Tech 5 і вперше був використаний для створення відеоігри Doom 2016 року. Внутрішньо команда розробників також використовувала кодову назву id Tech 666 для позначення двигуна.  Версія рушія для ПК заснована на API Vulkan та OpenGL API.
Джон Кармак заговорив про своє бачення двигуна, який стане наступником id Tech за 5 років до того, як останній дебютував у Rage, але після його відходу від id Software в 2014 році Тіаго Соуза був найнятий замість нього на посаду ведучого програміста рендерингу в компанії.
24 червня 2009 р. id Software було придбано компанією ZeniMax Media. Пізніше було оголошено в 2010 році, що технологія від id Software буде доступна лише іншим компаніям, які також належать до ZeniMax Media. 

## Технологія
Рання версія четвертої основної гри Doom була побудована на базі id Tech 5, але id Software перезапустила розробку в кінці 2011 року - на початку 2012 року, після того, як Bethesda висловила занепокоєння щодо її творчого та технологічного напрямку. Коли розробку було перезапущено, було вирішено почати з кодової бази Rage на базі id Tech 5, але зробити "великі стрибки назад у певних областях технологій" та "[об'єднати] функції Doom для Rage". 
Doom вперше був показаний публіці під час QuakeCon 2014, де було підтверджено, що він працює на ранній версії id Tech 6.  Цілі розробників при створенні двигуна були описані як можливість керувати чудовими іграми, що працюють зі швидкістю 1080p, 60 кадрів в секунду, але також відновити динамічне освітлення в режимі реального часу, яке було в основному видалено з id Tech 5.  У двигуні все ще використовуються віртуальні текстури (у id Tech 4 та 5 названі "MegaTexture").   Також підтверджено візуалізацію на фізичній основі.  Технічний аналіз Doom виявив, що двигун підтримує розмиття в русі, глибину різкості боке, bloom HDR, відображення тіней, світлові карти, обсяги опромінення, освітлення на основі зображення, FXAA, об'ємне освітлення / дим, руйнуючі середовища, фізика води, SMAA і TSSAA згладжування, простір екрану відображення, нормальні відображення, потрійний буфер V-Sync, який діє як швидка синхронізація, єдиний об'ємний туман, тессельовану поверхню води та хроматичну аберацію.  11 липня 2016 р. Id Software випустило оновлення для гри, яке додало підтримку Vulkan. 
Після відходу Кармака від id Software, Тіаго Соуза, який працював провідним інженером з досліджень і розробок графіки кількох версій CryEngine в Crytek, був найнятий керівником розробки рендеринга.   Піт Хайнс із Bethesda прокоментував, що хоча id Tech 6 повторно використовує код, написаний Кармаком, більшість рішень, прийнятих щодо напрямку руху двигуна, були прийняті після його відходу. 

## Ігри, що використовують id Tech 6
- Doom (2016) - від id Software [14]
- Wolfenstein II: The New Colossus (2017) - від MachineGames
- Doom VFR (2017) - від id Software
- Wolfenstein: Youngblood (2019) - від MachineGames та Arkane Studios
- Wolfenstein: Cyberpilot (2019) - від MachineGames та Arkane Studios [15]

## Дивитися також
- id Tech 5
- id Tech 7
- Список ігрових рушіїв